# 佐藤翼
佐藤 翼（さとう つばさ、1988年9月10日 - ）は、埼玉県出身の競艇選手。登録番号4573。身長167cm。血液型B型。105期。埼玉支部所属。同期に磯部誠、長谷川雅和、菅章哉、塩田北斗、渡邉優美らがいる。妻は同じ競艇選手の土屋南。

## 来歴
- やまと競艇学校時代、リーグ戦勝率7.82（準優出7　優出7　第2戦優勝）の成績を残して、卒業記念競走に優出（5着）した[1]。また、リーグ勝率第1位の高成績でもあった[2]。
- 2009年11月14日、戸田競艇場でデビュー（6着）。
- 2009年12月3日、桐生競艇場での「第6回新東通信杯・第3回ヤング・ミドル対抗戦」2日目2Rで初勝利（9走目）。
- 2012年5月6日、戸田競艇場での「第23回ウインビーカップ・東京中日スポーツ杯」で初優出（6着）[3]。
- 2012年9月2日、蒲郡競艇場での「マンスリーBOATRACE杯争奪戦」で初優勝（優出4回目）。
- 2012年9月25日、徳山競艇場での「GI第27回共同通信社杯 新鋭王座決定戦」でGI初出場。26日、2日目2RでGI初勝利[4]。30日、GI初優出[5]したが、優勝戦でスタート事故・GI,GII6ヶ月の斡旋除外を受けた。
- 2021年10月14日、児島競艇場での「GI児島キングカップ 開設69周年記念」でGI初優勝。